# Iomega Peerless
Disco Duro extraíble de la marca Iomega.
Los discos son discos duros prácticamente completos salvo la parte electrónica, que se mantiene en la unidad lectora.

Aunque este diseño debería abaratar el precio de los discos, los discos duros completos, con electrónica completa incluida, son mucho más baratos.
Su capacidades son de 20Gb y 40Gb. Tienen interfaz Firewire y USB.
- Datos: Q9009176